# Cordilura gagatina
Cordilura gagatina är en tvåvingeart som beskrevs av Friedrich Hermann Loew 1870. Cordilura gagatina ingår i släktet Cordilura och familjen kolvflugor. Inga underarter finns listade i Catalogue of Life.